# Herman Stakenborg
Hermanus Hubertus Antonius Franciscus (Herman) Stakenborg (Venlo, 14 januari 1896 – Heerlen, 8 mei 1952) was een van de leidinggevende personen van de Limburgse Onderduikorganisatie van het rayon Brunssum tijdens de Tweede Wereldoorlog.

## Biografie
Herman Stakenborg was het derde van vijftien kinderen uit het huwelijk tussen Peter Christiaan Stakenborg en Helena Gertrudis Zautsen. Hij trouwde in 1916 te Venray als twintigjarige met de negentien jaar oude Anna Catharina Trommar.
Tijdens de Duitse bezetting van Nederland in de Tweede Wereldoorlog was hij een van de leidinggevende personen van de Limburgse Onderduikorganisatie (L.O.), die zich in 1943 aansloot bij de Landelijke Organisatie voor Hulp aan Onderduikers. Initieel was Stakenborg duikhoofd van het rayon Brunssum en zelf nam hij eind september 1943 op verzoek van L.O.-Brunssum rayonleider pater W. van der Geest een joods echtpaar op in zijn woning, waarna van der Geest steeds vaker een beroep op Stakenborg deed. De onderduikers arriveerden meestal op het treinstation van Sittard alwaar zijn zoon Gerard Stakenborg ze opwachtte, om ze daarna per tram naar Brunssum te begeleiden, of ze werden in Amsterdam zelf opgehaald door Stakenborg of zijn zoon. Begin 1944 kwamen beide Stakenborgs met de schrik vrij, toen de Sicherheitspolizei (Sipo) onverwacht hun woning bezocht, op een moment dat er toevallig geen onderduikers aanwezig waren.
In juli 1944 werd Stakenborg toegevoegd aan de leiding van L.O.-Brunssum. In totaal bracht de organisatie van Stakenborg naar schatting tussen de 200 en 300 Joodse onderduikers in Hoensbroek, Heerlen, Brunssum en Schinveld onder en verzorgde hen. Op 17 november 1950 kreeg Stakenborg toestemming tot het dragen van het Mobilisatie-Oorlogskruis.
Stakenborg overleed in 1952 op 56-jarige leeftijd te Heerlen. Op 17 mei 1982 kreeg hij postuum het Verzetsherdenkingskruis toegekend.